# Courtavon
Courtavon (deutsch Ottendorf) ist eine französische Gemeinde im Département Haut-Rhin in der Region Grand Est (bis 2015 Elsass). Die Gemeinde zählt 341 Einwohner (Stand 1. Januar 2022) und umfasst 9,6 Quadratkilometer. Courtavon ist Mitglied des Gemeindeverbandes Sundgau.

## Geografie
Courtavon liegt an der oberen Largue im südlichen Sundgau. Die Grenze zur Schweiz im Westen ist knapp 1,5 Kilometer entfernt. Ferrette im Nordosten ist etwa 13 Kilometer entfernt, nördlich liegen Altkirch (Unterpräfektur) etwa 25 Kilometer und Mülhausen etwa 45 Kilometer entfernt. Nach Basel im Nordosten sind es etwa 38 Kilometer.
Benachbarte Gemeinden sind Liebsdorf im Nordosten, Oberlarg im Osten, Levoncourt im Süden, Vendlincourt im Südwesten sowie Basse-Vendline im Nordwesten.
Nordöstlich des Dorfkerns befinden sich ein Zeltplatz am Le Grand Étang, einem See auf 438 Metern Meereshöhe.

## Geschichte
In den Urkunden erscheint das Dorf erstmals 1179 als Cortamund, in der Folgezeit unter anderem auch als Ottendorf. 1585 erscheint der Ort auf einer Karte von Mercator als Otentorff.
Der Ort gehörte zur Herrschaft Pfirt. 1324 beerbten die Habsburger die in männlicher Linie ausgestorbenen Grafen von Pfirt durch die Heirat von Herzog Albrecht II. mit Johanna von Pfirt. Um 1300 kamen die Herren von Mörsberg (Morimont) in den Besitz des Ortes, den sie 1581 den Grafen von Ortenburg-Salamanca verkauften. 1648 ging Courtavon an die Adelsfamilie Vignacourt. Im selben Jahr kam der Sundgau und damit auch Courtavon mit dem gesamten elsässischen Besitz der Habsburger an die französische Krone. Im Dreißigjährigen Krieg wurde das Dorf verwüstet. Die Wiederbesiedlung erfolgte von der französischsprachigen Schweiz aus.
Die auf der Gemarkung vorkommenden Bohnerze wurden im 19. Jahrhundert im Eisenwerk Paravicini in Lützel verhüttet. Das gusseiserne Kruzifix bei der Kapelle Notre-Dame stammt aus dieser Gießerei.
Die Friedhofskapelle befindet sich an der Stelle der einstigen Dorfkirche. Diese wurde im Dreißigjährigen Krieg 1632 zerstört und 1648 wieder aufgebaut. In der Revolution wurde die Kirche geschändet. 1805 traf ein Blitz das Gotteshaus, wobei zwei Menschen ums Leben kamen und acht verletzt wurden. 1865 baute man eine neue Kirche im Ort.
Von 1871 bis zum Ende des Ersten Weltkrieges gehörte Ottendorf als Teil des Reichslandes Elsaß-Lothringen zum Deutschen Reich und war dem Kreis Altkirch im Bezirk Oberelsaß zugeordnet.
|  |

## Bauwerke
Die neugotische Kirche Sankt Jakob und Sankt Christoph, 1865 geweiht, beeindruckt durch ihre drei von Wimpergen bekrönten Stufen-Gewändeportale. Das Doppel-Patrozinium erklärt sich aus der Lage des Dorfes am Santiago-Pilgerweg (Chritophorus als Patron der Reisenden!)
Das Herrenhaus der Vignacourt an der Rue de Levoncourt Nr. 17 wurde 1687 erneuert, es besitzt einen viereckigen Treppenturm mit Wendeltreppe.
Das Überbleibsel einer mittelalterlichen Erdhügelburg, einer so genannten Motte, befindet sich in der Nähe des Foyer rural. 

Die École-Mairie, das alte Schulhaus, ist ein schlichter, wohlproportionierter Walmdachbau der Louis-Philippe-Zeit. 

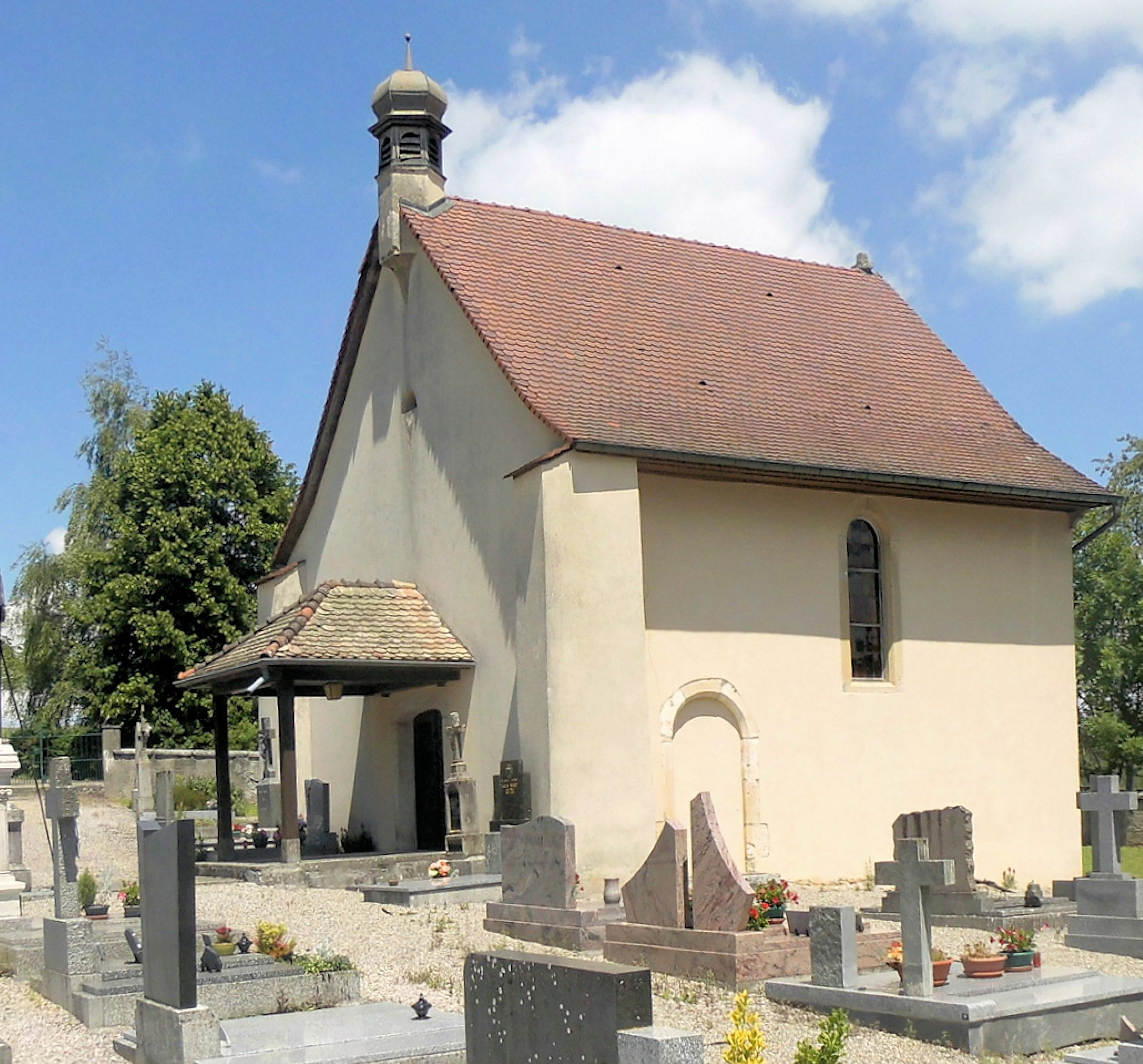
Friedhofskapelle, ehemalige Kirche St. Jakobus und St. Christophorus

## Bevölkerungsentwicklung
| Jahr      | 1910 | 1962 | 1968 | 1975 | 1982 | 1990 | 1999 | 2006 | 2017 |
| Einwohner | 490  | 298  | 301  | 292  | 274  | 290  | 326  | 359  | 368  |